# Rohuküla
Rohuküla (Duits: Rohho, Zweeds: Rus of Rusby) is een plaats in de Estlandse gemeente Haapsalu, provincie Läänemaa. De plaats heeft de status van dorp (Estisch: küla).
Tot in oktober 2017 behoorde Rohuküla tot de gemeente Ridala. In die maand werd Ridala samengevoegd met de stad Haapsalu tot de gemeente Haapsalu.
Rohuküla is de plaats waarvandaan de veerboten naar Hiiumaa en Vormsi vertrekken.

## Bevolking
De ontwikkeling van het aantal inwoners blijkt uit het volgende staatje:
| Jaar            | 2000 | 2011 | 2017 | 2019 | 2020 | 2021 |
| --------------- | ---- | ---- | ---- | ---- | ---- | ---- |
| Aantal inwoners | 53   | 51   | 66   | 73   | 71   | 56   |

## Geografie
Rohuküla ligt aan de westkust van het Estische vasteland, ongeveer 7 km ten zuidwesten van de stad Haapsalu. De plaats heeft een belangrijke haven. Vanuit Rohuküla vertrekken veerboten naar Heltermaa op het eiland Hiiumaa en Sviby op het eiland Vormsi. In de winter is een ijsweg tussen Rohuküla en Sarve op Hiiumaa in gebruik. De haven is ook geschikt voor vrachtschepen.
Het dorp is het eindpunt van de Põhimaantee 9, de hoofdweg van Ääsmäe via Haapsalu naar Rohuküla.
Bij het dorp hoort een onbewoond eilandje met een oppervlakte van 9,1 ha, Rukkirahu. Het ligt 4 km uit de kust en heeft een vuurtoren.

## Geschiedenis
Rohuküla werd in 1208 voor het eerst genoemd als Rokel, een landingsplaats aan de kust. In 1524 werd het genoemd als Rhuesz, een dorp dat bewoond werd door vrije Zweden, die dus niet als horigen onder een landgoed vielen. De grond van het dorp viel wel onder een landgoed, en wel onder Linden (Estisch: Ungru). Het dorp Ungru verdween na 1945 van de landkaart; het moest plaatsmaken voor een Sovjetlegerbasis. In Kiltsi, het oostelijke buurdorp van Rohuküla, staan de ruïnes van het landhuis.
In 1712 lagen er twee boerderijen bij het dorp, Rohho Külla Rein en Roho Külla Hans. In 1798 stond het dorp bekend als Rohhokül. In de jaren dertig van de 20e eeuw werd het buurdorp Tubriku bij Rohuküla gevoegd; in 1977 volgde Eigla.
De haven van Rohuküla is aangelegd aan de vooravond van de Eerste Wereldoorlog en was oorspronkelijk opgezet als oorlogshaven. In oktober 1917, toen Duitse troepen de Estische eilanden hadden bezet, vernielde het Russische leger de haven om te voorkomen dat de Duitsers er gebruik van konden maken. Na de oorlog werd de haven weer opgebouwd, niet meer voor de marine, maar voor de kustvaart.
Het noordelijke buurdorp Nõmme hoorde tussen 1977 en 1997 bij Rohuküla.

## Spoorlijn
In 1915 werd de spoorlijn Keila - Haapsalu voor militaire doeleinden doorgetrokken naar Rohuküla. Op 15 juni 1921 werd het traject Haapsalu–Rohuküla opnieuw in gebruik genomen, ditmaal voor het reizigersvervoer. Rohuküla was nu het eindpunt van de spoorlijn; de halte lag bij de haven, vlak bij de plaats waar de veerboten vertrokken. Eind september 1939 dwong de Sovjet-Unie Estland een ‘verdrag van wederzijdse bijstand’ te sluiten. Daardoor moest Estland een aantal Sovjetbases op zijn grondgebied dulden. Een daarvan werd Rohuküla. Vanaf 1940 werd het traject Haapsalu–Rohuküla alleen nog voor militaire doeleinden gebruikt.
In 1995 werd het passagiersvervoer op een deel van de spoorlijn, het traject Riisipere–Haapsalu, gestaakt. Het traject Keila–Riisipere, dat sinds 1981 geëlektrificeerd was, bleef in gebruik. In 2019 kwam het tracé Riisipere–Turba opnieuw in gebruik, geëlektrificeerd en al. Sindsdien is Turba het eindpunt van de spoorlijn. Het ligt in de bedoeling de lijn ook weer door te trekken naar Haapsalu, en zelfs naar Rohuküla, maar de streefdatum wordt regelmatig naar achteren geschoven.

## Foto's

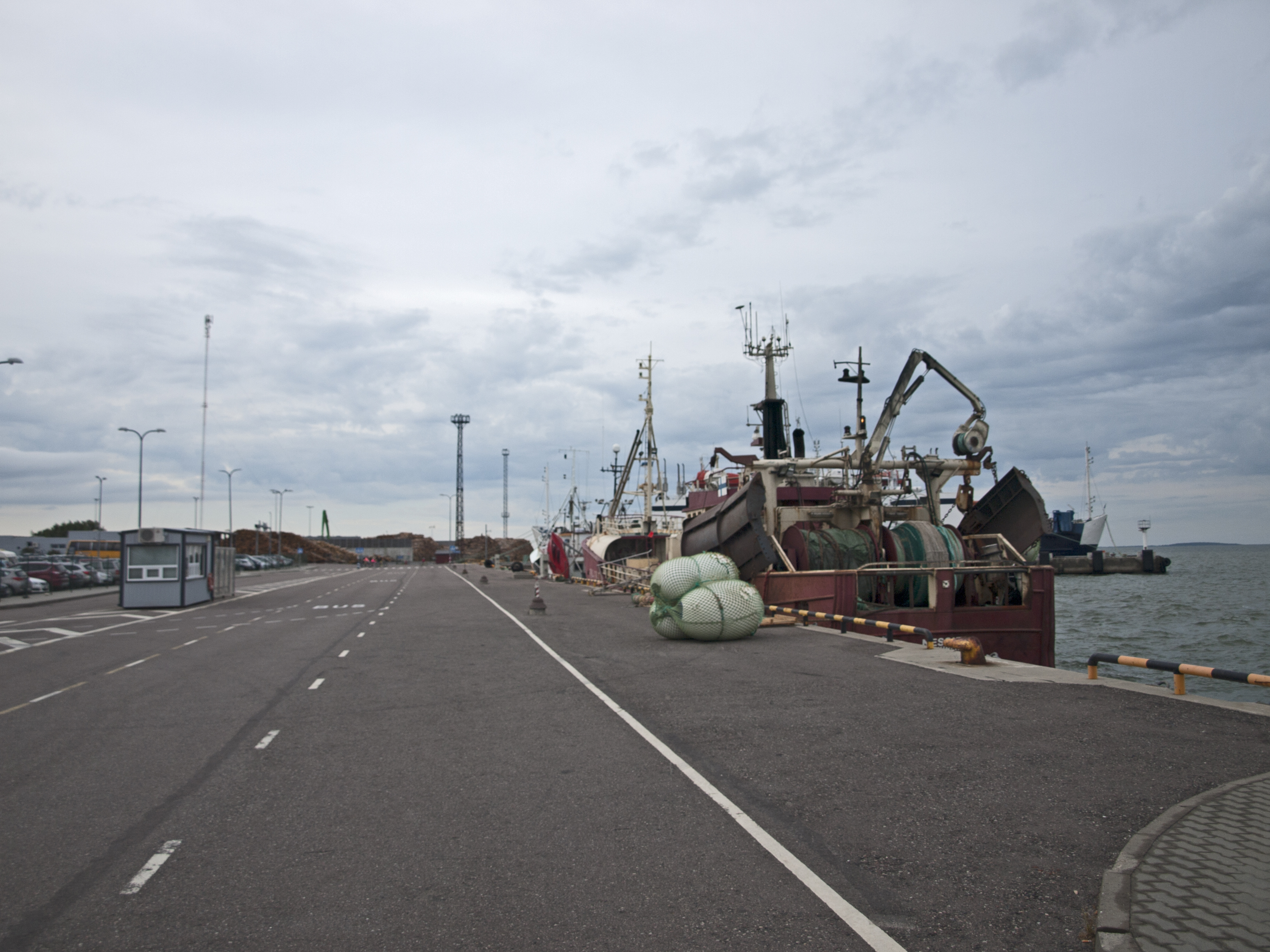
De haven
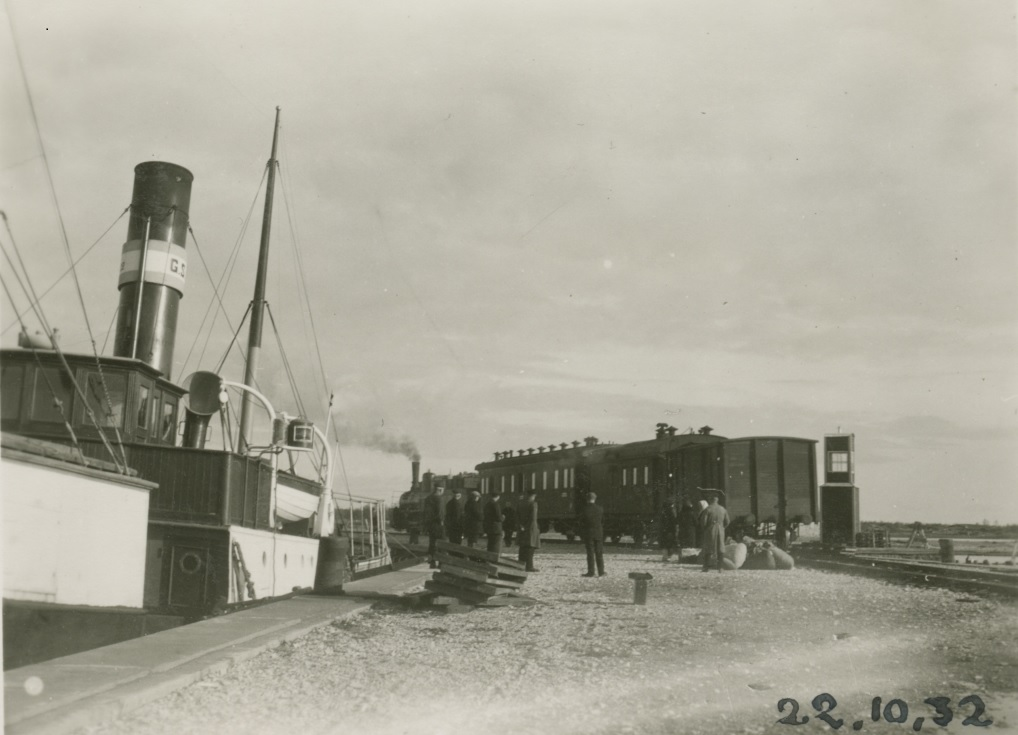
De haven van Rohuküla met een trein, 1932
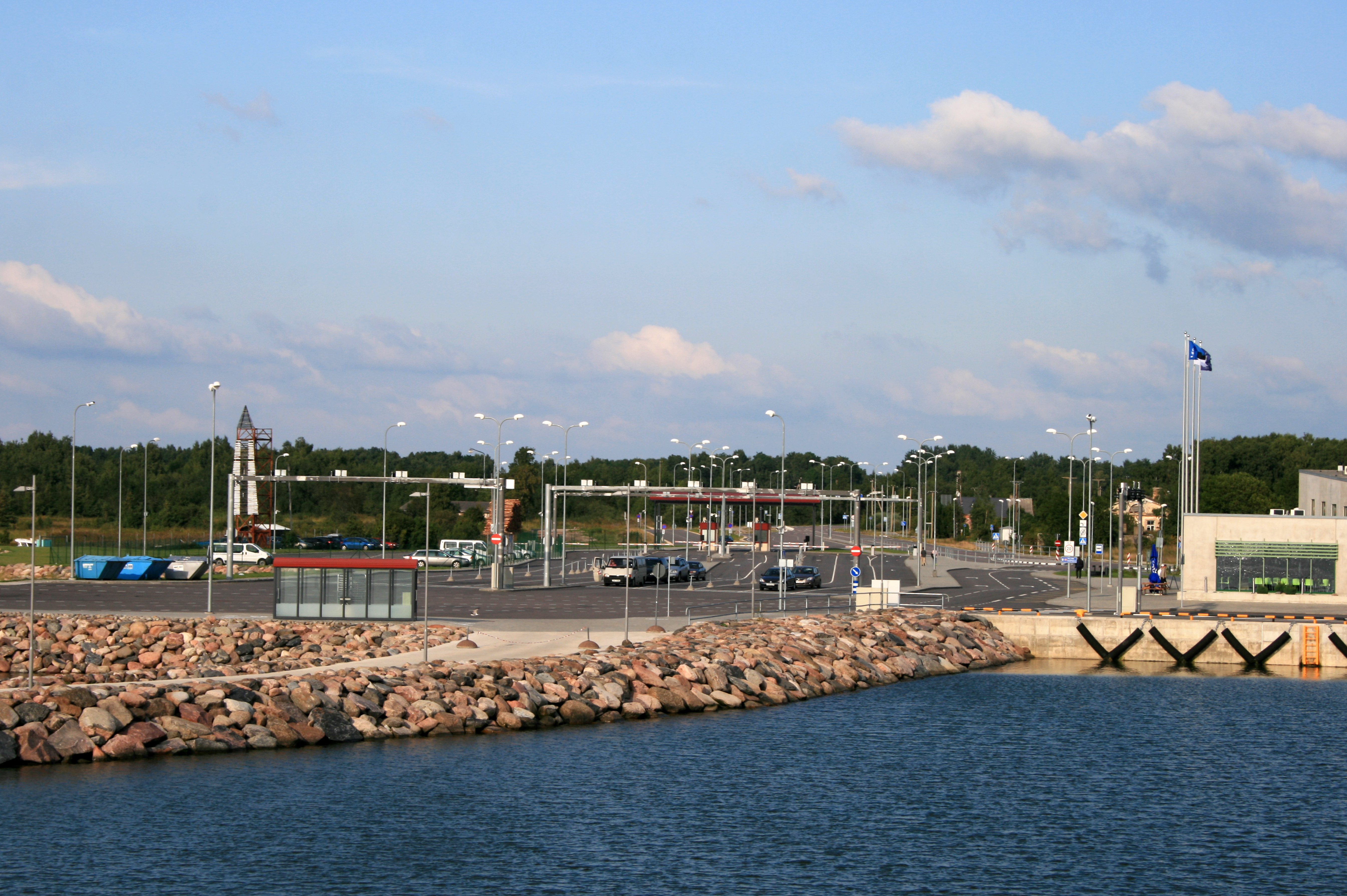
Parkeerterrein bij de haven
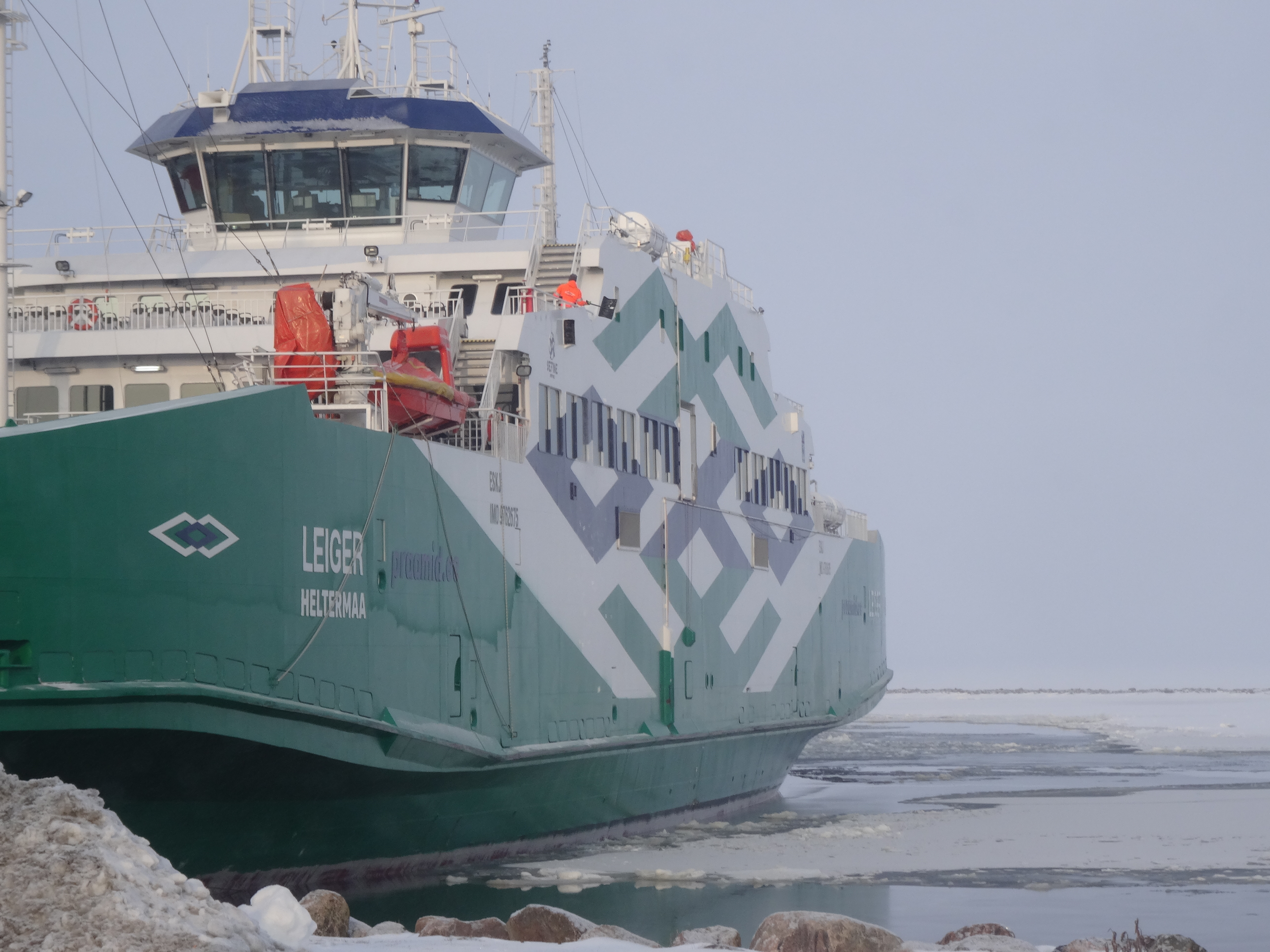
De veerboot naar Heltermaa in 2018
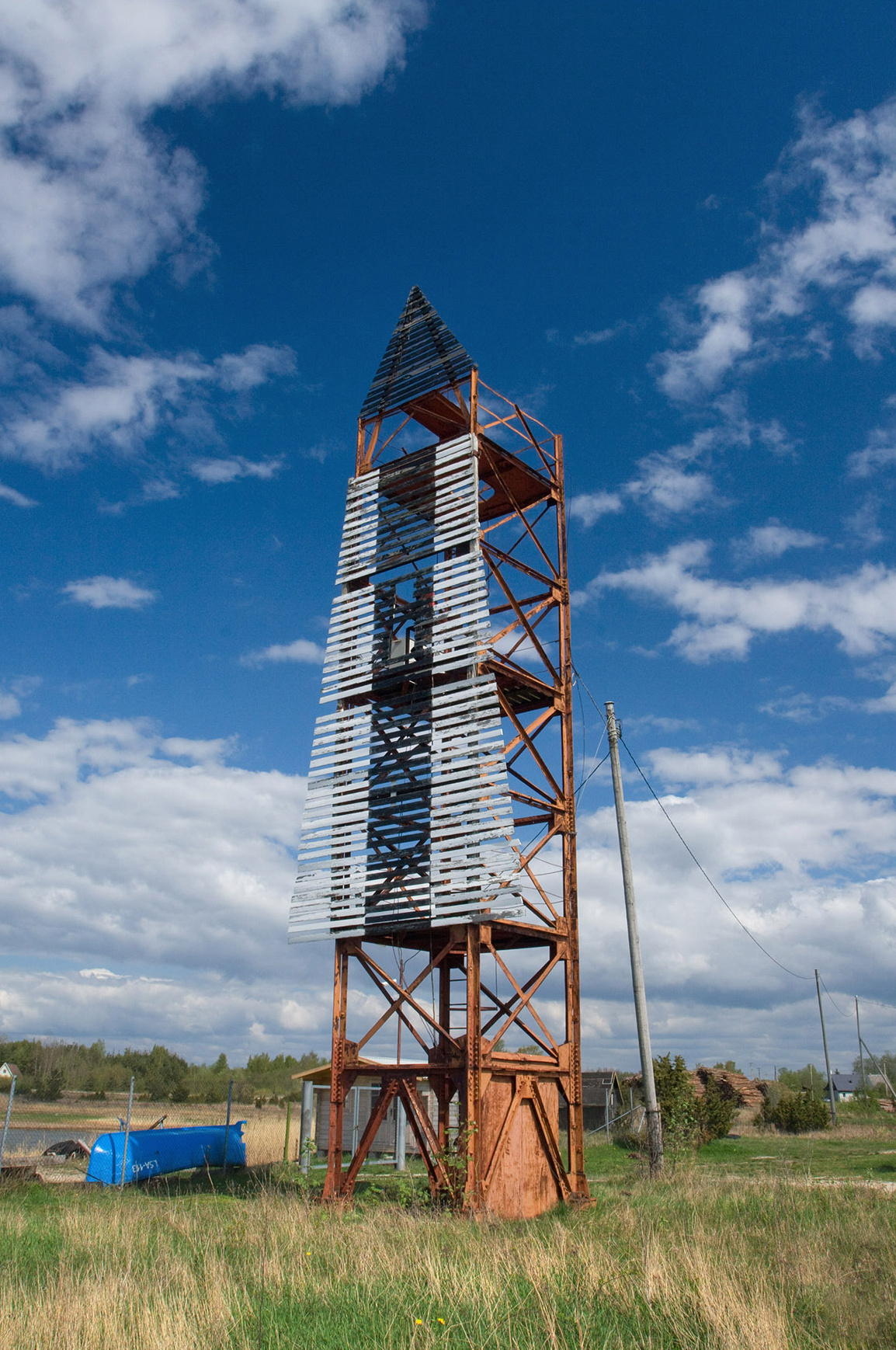
Lichtbaken bij de kust
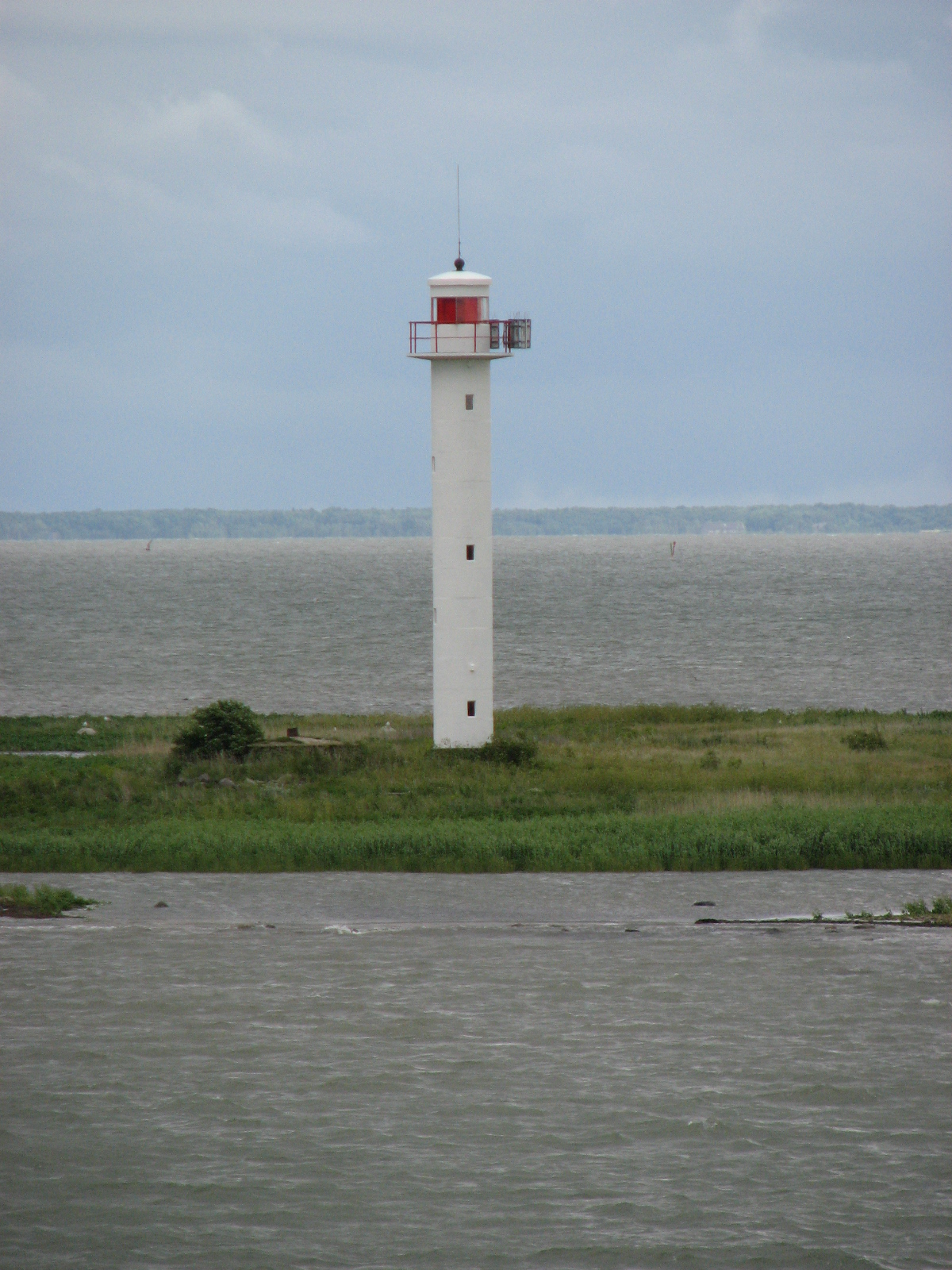
De vuurtoren op Rukkirahu